# Richard Vaughan
Richard Vaughan (nascut el 9 de novembre de 1951, a Houston, Texas) és un professor d'anglès, empresari nord-americà i músic compositor, creador de programes de ràdio i televisió que serveixen com a mitjans d'ensenyament i reuneixen a més de 2,5 milions de persones entre oients i espectadors. També és el president i director executiu de Vaughan Systems, una empresa dedicada a l'ensenyament d'idiomes coneguda per dissenyar i portar a la pràctica amb èxit, mètodes i programes innovadors de l'ensenyament d'idiomes a Espanya.

## Biografia
Va créixer a Houston (Texas) i Tulsa (Oklahoma). Es va llicenciar per la Universitat de Texas en Llengua espanyola i Literatura i en Filosofia. Va passar el seu tercer any com a universitari a Madrid, on va tornar després de llicenciar-se el 1974, i on va començar la seva carrera en l'ensenyament de l'anglès. A principis de 1975, després d'una experiència de quatre mesos a l'Escola d'idiomes Berlitz, va començar com a professor particular, al que seguiria la formació de la seva pròpia empresa, Vaughan Systems, en 1977. El 1986, va obtenir un Màster en Administració d'empreses del IESE (Institut d'Estudis Superiors de l'Empresa).
Durant els primers 25 anys, la seva companyia es va centrar exclusivament en el sector d'ensenyament empresarial, proporcionant classes estàndard d'ensenyament d'idiomes per a grups i particulars, a més d'organitzar cursos intensius residencials de diferent durada en llocs idíl·lics de tot Espanya. Durant els anys 90 la seva companyia va convèncer el món empresarial perquè fes ús del mètode residencial intensiu per a l'aprenentatge d'idiomes i confiés menys en el sistema habitual d'organitzar classes dins de l'empresa que prevalia llavors.
Richard Vaughan continuava l'any 2014 dirigint Vaughan Systems, l'empresa que va fundar el 1977.

## En altres mitjans
Richard Vaughan apareix com a personatge en el videojoc Play English, complint la funció d'assessor en la trama i corrector en els exercicis d'anglès del joc.
També va ser un artista convidat al programa de televisió La hora de José Mota.
Des de 2013 presenta el programa d'ensenyament d'anglès TVE English (TVE-2).